# André Bergdølmo
André Bergdølmo (født 13. oktober 1971) er en tidligere norsk fodboldspiller. Han repræsenterede på klubplan Skjetten, Lillestrøm, Rosenborg, Ajax Amsterdam, Borussia Dortmund, FC København og Strømsgodset.
Han spillede gennem sin karriere desuden 38 kampe for Norges landshold.